# ماریو بوئرو
ماریو بوئرو (ایتالیایی: Mario Boero؛ زادهٔ ۱۸۹۳ - درگذشته نامشخص) بازیکن واترپلو اهل ایتالیا بود. وی در بازی‌های المپیک تابستانی ۱۹۲۰ شرکت کرده‌است.